# Зоря (Полтавський район)
Зоря́ —  село в Україні, у Полтавському районі Полтавської області. Населення становить 77 осіб. Орган місцевого самоврядування — Старицьківська сільська рада.

## Географія
Село Зоря знаходиться на відстані до 2-х км від сіл Сонячне та Старицьківка.

## Історія
1924 року село Тарасівка перейменоване в село Зоря.
Після ліквідації Машівського району 19 липня 2020 року село увійшло до Полтавського району.
22 червня 2023 року рішенням Національної комісії зі стандартів державної мови віднесено до списку населених пунктів, які «можуть не відповідати лексичним нормам української мови», зокрема стосуватися «російської імперської чи колоніальної політики». Громаді рекомендовано обґрунтувати доцільність збереження поточної назви або запропонувати нову назву в установленому законодавством порядку.